# Fernando Castro Flórez
Fernando Castro Flórez (Plasencia, provincia de Cáceres, 1964) es un profesor, filósofo, esteta y crítico de arte español.

## Biografía
Desde sus primeros años como estudiante estuvo interesado en las obras de Friedrich Nietzsche, Theodor Adorno, Walter Benjamin, Jacques Lacan o Franz Kafka, entre otros. Ha desarrollado su labor docente en el Instituto de Estética y Teoría de las Artes, la Universidad Autónoma de Madrid, el de Cultura Contemporánea del Instituto Ortega y Gasset y el Museo Reina Sofía, de cuyo patronato fue miembro.
Imparte cursos de doctorado, clases y conferencias en numerosas universidades y museos tanto de España como de otros países. Es, sin duda, uno de los críticos de arte de mayor producción de las últimas décadas. A sus colaboraciones regulares y su actividad docente, se le suma su categoría de Youtuber, donde cada año incorpora docenas de nuevos vídeos con opiniones, críticas de libros o exposiciones, todo ello en un lenguaje excesivo e irónico.
Ha escrito con regularidad en suplementos culturales de periódicos como El País, Diario 16, El Independiente, El Sol, El Mundo, y lleva más de diez años desempeñando la labor de crítico de arte en el ABC Cultural, colaborando en varias revistas culturales. Ha comisariado más de un centenar de exposiciones e infinidad de muestras individuales y colectivas en museos de todo el mundo y trabajos colaborativos como por ejemplo con el salmantino Domingo Sánchez Blanco.
Imparte docencia y seminario de Estética en la UAM. Ha editado y traducido varias obras, entre ellas las obras de Walter Benjamin.  Es asimismo crítico de arte en el ABC Cultural.

## Obra

### Ensayo
- Elogio de la pereza. Notas para una estética del cansancio (Madrid, Julio Ollero, 1992)
- El texto íntimo: Rilke, Kafka y Pessoa (Madrid, Tecnos, 1993)
- Nostalgias del trapero y otros textos contra la cultura del espectáculo (Cáceres, Consejería de Cultura, 2002)
- Joao Vilhena (Lisboa, Galeria Bores e Mallos, 2002)[7]
- Escaramuzas. El arte en el tiempo de la demolición (Murcia, Cendeac, 2003)
- Fasten Seat Belt. Cuaderno de trapo de un crítico de arte (Murcia, Tabularium, 2004)
- Fight Club. Consideraciones en torno al arte contemporáneo (Pontevedra, Diputación Provincial de Pontevedra, 2004)
- Sainetes y otros desafueros del arte contemporáneo (Murcia, Cendeac, 2007)
- Una “verdad” pública. Consideraciones críticas sobre el arte contemporáneo (Madrid, Documenta Artes y Ciencias Visuales, 2009)
- Miró. El asesino de la pintura (Madrid, Abada, 2010)
- Picasso. El rey de los burdeles (Madrid, Abada, 2010)
- Contra el bienalismo. Crónicas fragmentarias del extraño mapa actual (Madrid, Akal, 2012)
- Mierda y catástrofe. Síndromes culturales sobre el arte contemporáneo (Madrid, Fórcola, 2014)
- En el instante del peligro. Postales y souvenirs del viaje hiper-estético contemporáneo (Murcia, Micromegas, 2015)
- Estética a golpe de like. Post-comentarios intempestivos sobre la cultura actual (sin notas a pie de página) (Murcia, NewCastle Ediciones, 2016)
- Filosofía tuitera y estética columnista (Newcastle Ediciones, 2019)[8]
- Estética de la crueldad. Enmarcados artísticos en tiempo desquiciado (Madrid, Fórcola, 2020)[9]
- Cuidado y peligro de sí (Logroño, Los Aciertos, Pepitas Editorial, 2021)

### Prólogos, introducciones y epílogos
- Vincent Van Gogh de Pierre Leprohon. Prólogo de Fernando Castro Flórez. (Biblioteca ABC, 2004)
- Volver al padre de Abel Azcona. Algo perverso: Situaciones paroxístico-familiares de Abel Azcona. (Los aciertos, Pepitas Editorial, 2022)